# Kedgeree
Il kedgeree (o occasionalmente kitcherie, kitchari, kidgeree, kedgaree, kitchiri o khichuri ) è un riso fritto al salto tipico della cucina britannica, di origini indiane, composto da pesce cotto e sfaldato (tradizionalmente merluzzo affumicato), prezzemolo, uova sode, curry, burro o panna e occasionalmente uva passa.
Può essere consumato caldo o freddo. Altri pesci possono essere usati al posto del merluzzo, come tonno, salmone o eglefino, sebbene ciò non sia tradizionale.

## Preparazione
Si cuoce prima il pesce con dell'acqua e alloro per pochi minuti. Quando è pronto, prima che si sia sfaldato, si mette da parte e il brodo rimasto si utilizza per bollire e insaporire il riso. Un'altra variante prevede l'utilizzo di brodo di pollo. A parte si preparano l'uovo sodo e i piselli. Si fa quindi soffriggere la cipolla nel burro e si aggiunge poi polvere di curry. Quando il composto è pronto si aggiunge il riso e si frigge al salto con la cipolla. Si aggiungono quindi piselli, panna, prezzemolo, pepe nero macinato e le scaglie di merluzzo, continuando cuocere per un paio di minuti. In alternativa alla panna si può marinare il pesce nel latte per alcuni minuti prima di metterlo in padella. Infine si mettono le uova sode tagliate e si completa la cottura a padella coperta per 2-3 minuti.

## Varianti
Hobson-Jobson cita Ibn Battuta (c. 1340) menzionando un piatto di munj bollito con riso chiamato kishrī e cita una ricetta per khichri di Ain-i-Akbari (c. 1590). Nel Gujarat, dove il khichdi rimane popolare, il piatto di lenticchie e riso viene solitamente servito con il kadhi, un piatto di yogurt speziato che può essere miscelato con il khichdi. Il khichdi di solito non è preparato con il pesce nel Gujarat, anche se a volte il pesce viene introdotto nei villaggi costieri, dove sono più facili da reperire. Secondo Hobson-Jobson, mentre il pesce viene mangiato con kedgeree, l'uso della definizione come "pasticcio di pesce ri-cucinato ... è impreciso".

## Consumo
Originalmente, il kedgeree era consumato al mattino a colazione, ma oggi i costumi alimentari sono evoluti differentemente e oggi lo si considera un buon piatto unico per pranzo o anche per cena.

## Storia
Il Kedgeree si pensa abbia avuto origine con la tradizione indiana del riso e fagioli o riso e lenticchie: un piatto chiamato appunto khichri, che risale al 1340 o anche prima. È opinione diffusa che il piatto sia stato introdotto nel Regno Unito dai funzionari coloniali britannici che lo avevano apprezzato in India e lo portarono nel Regno Unito come piatto per la colazione in epoca vittoriana, parte della cucina anglo-indiana che allora era di moda.
Il piatto è stato elencato già nel 1790 nel ricettario di Stephana Malcolm di Burnfoot, Dumfriesshire . Il libro The Scottish Kitchen , curato da Christopher Trotter per il National Trust for Scotland, riporta la ricetta di Malcolm e altri vecchi esempi, esprimendo la convinzione che il piatto sia stato ideato dai reggimenti scozzesi desiderosi di assaggiare i gusti dell'India.